# Jíví
Jíví (Duits: Giwi) is een Tsjechische plaats in de gemeente Heřmaničky in de regio Midden-Bohemen en maakt deel uit van het district Benešov. Het dorp ligt op ongeveer 2 kilometer afstand van Heřmaničky.
Jíví telt 8 inwoners (2021).

## Geschiedenis
De eerste schriftelijke vermelding van het dorp dateert van 1381. Tot en met het midden van de 19e eeuw stond Jíví, net als de rest van de op dat moment toekomstige, huidige gemeente, onder bestuur van Smilkov.
In 1960 werd Jíví ingedeeld bij het district Benešov.

## Verkeer en vervoer

### Autowegen
Er leidt een regionale weg naar het dorp.

### Spoorlijnen
Er is geen station in Jíví; de dichtstbijzijnde stations zijn in Heřmaničky, ten noordwesten van het dorp, en in Ješetice, ten zuiden van het dorp.

### Buslijnen
Er is geen bushalte in het dorp. De dichtsbijzijnde bushalte is Radíč in Ješetice, ten zuiden van het dorp.

## Galerij

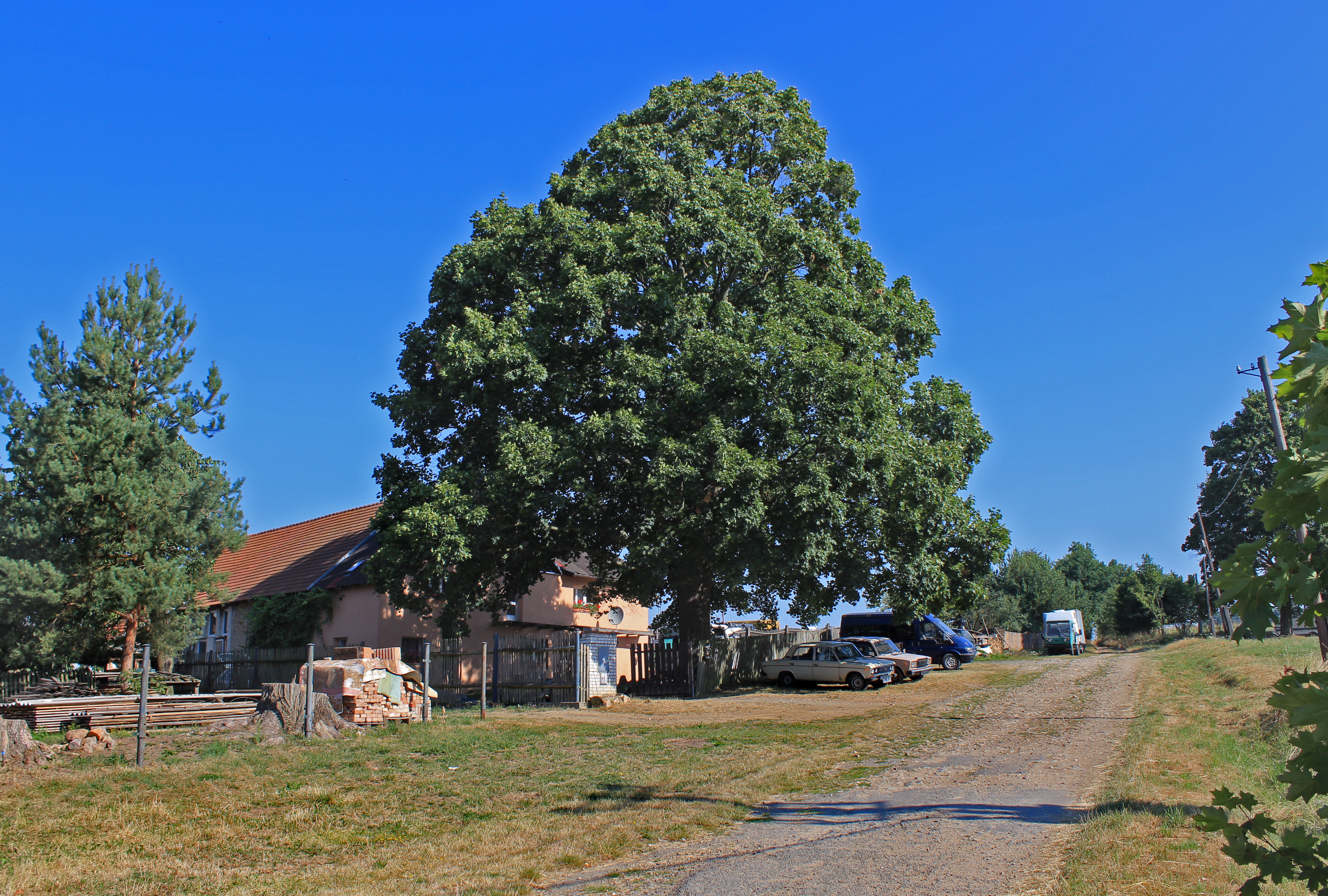
Huis aan de noordkant (2015)
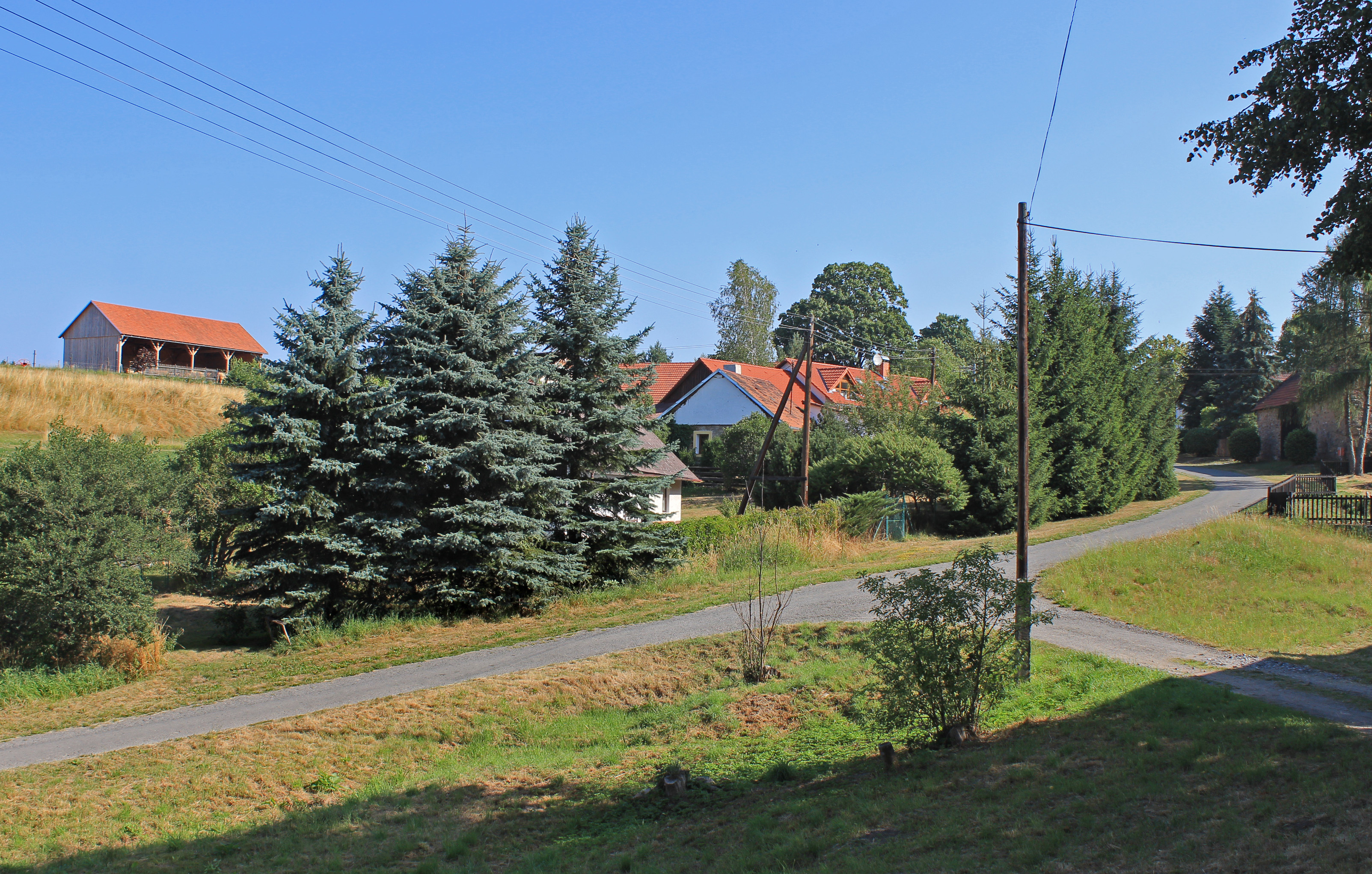
Huizen aan de zuidkant (2015)
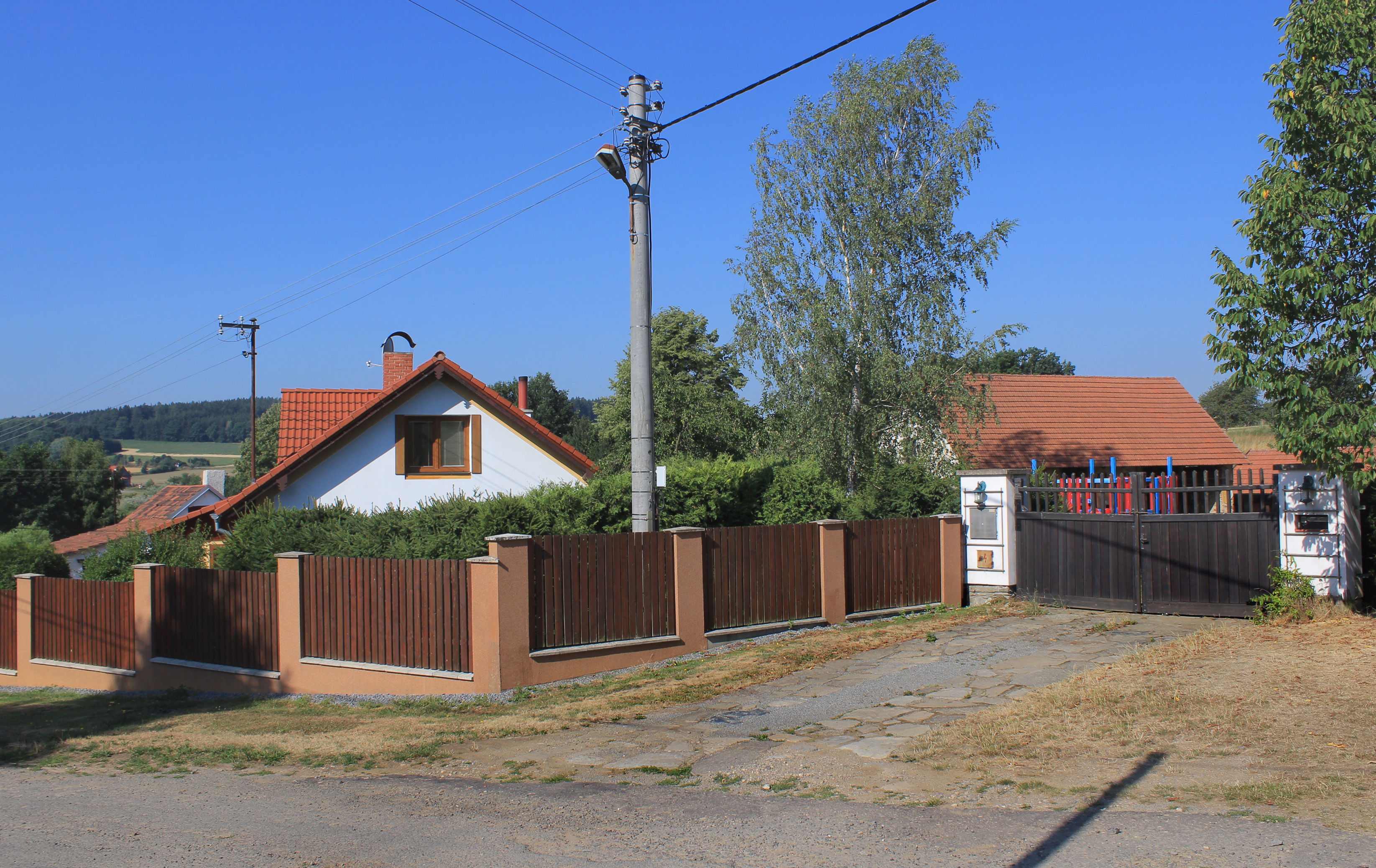
Huis in het dorp (2015)
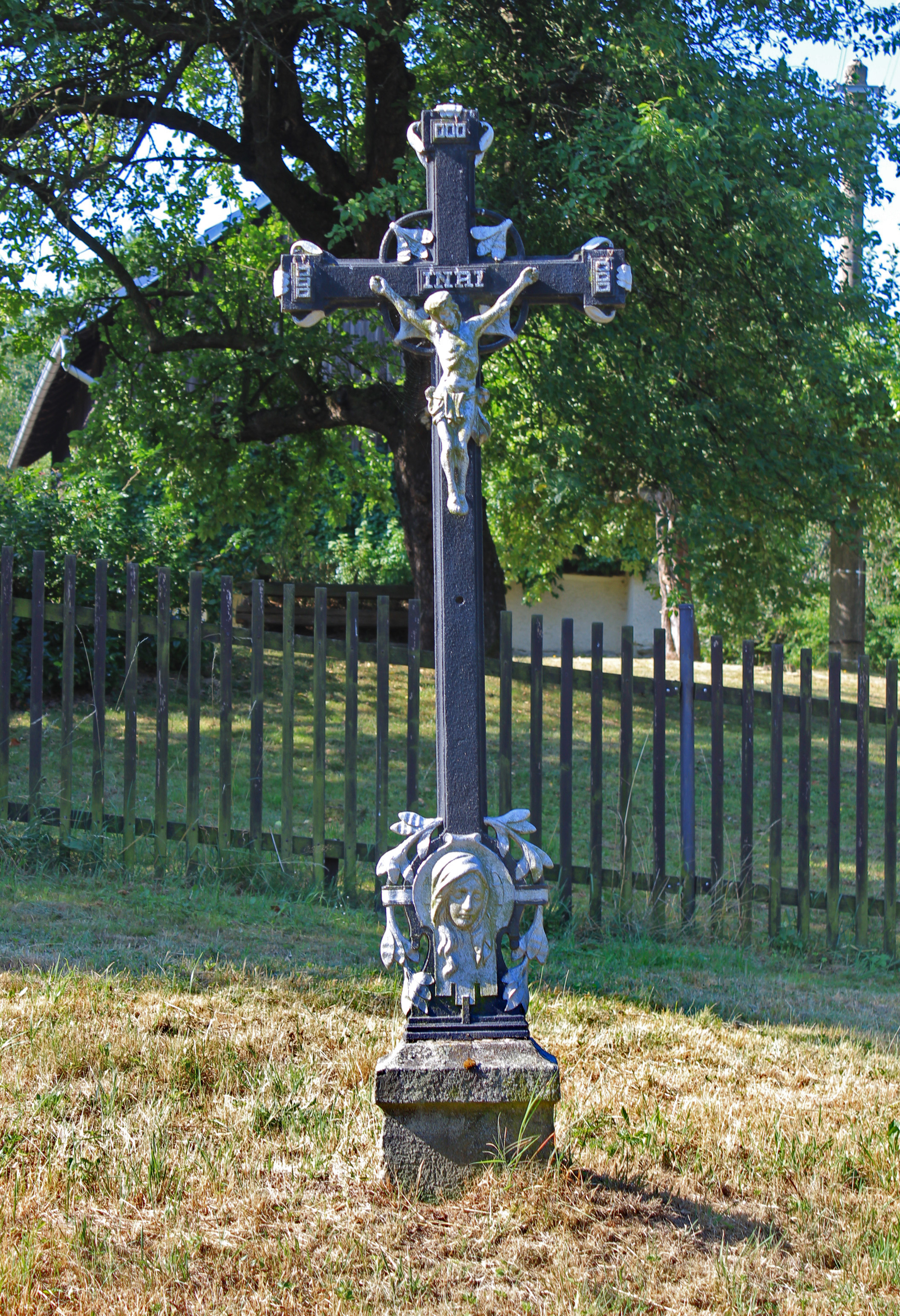
Kruis in het dorp (2015)